# Muralla i torres del Kremlin de Moscou
La muralla i les torres del Kremlin de Moscou van ser construïdes al segle xv, entre els anys 1485 i 1495, al mateix lloc on abans havia estat la vella muralla de pedra blanca de l'època de Dmitri Ivànovitx Donskoi. Aquesta gran obra de fortificació va ser bastida amb la tècnica militar més avançada de l'època.

## Muralla
Les torres del Kremlin estan unides per una alta muralla emmerletada, que forma sobre el pla un triangle irregular amb una superfície total de 28 hectàrees. Van ser construïdes amb la idea que des d'elles es pogués disparar no tan sols sobre el terreny obert davant seu, sinó també per tota la muralla. Per aquest motiu una gran part de les torres sobresurten de la línia emmurallada.
Allà on les muralles formaven l'angle s'erigiren torres rodones, que eren les més consistents i permetien disparar en forma circular. Així són les anomenades Torre Angular de l'Arsenal, de l'Aigua i de Beklemíxev. En totes elles es perforaren pous dissimulats per proveir d'aigua els defensors del Kremlin en cas d'un setge prolongat. Un d'aquests pous encara es conserva a la Torre Angular de l'Arsenal.
Les torres més altes i resistents s'aixecaren als llocs on arribaven fins al Kremlin importants carreteres estratègiques. En aquestes torres s'obriren entrades al Kremlin amb portes de batents metàl·lics o de roure reforçats amb ferro. A la part exterior de les torres es construïren barbacanes, els passos de les quals tancaven amb una reixa llevadissa. De les torres d'accés al Kremlin, les més importants eren la del Salvador, la de Sant Nicolau, la de la Trinitat i la de la Pineda.
El Kremlin estava envoltat per una barrera d'aigua: al sud, el riu Moskvà; al nord-est, el riu Neglínnaia; i a l'est, un fossat profund que unia tots dos rius. El Kremlin, per tant, era com un illot fortificat. Per omplir d'aigua el fossat es construïren dics especials al riu Neglínnaia, al costat del pont de la Trinitat i de la torre de la Pineda. A l'entrada dels baluards descendien sobre el fossat ponts llevadissos sostinguts per cadenes, i el pas als bastions estava tancat per reixes, de manera que si l'enemic aconseguia irrompre-hi pel pont aquestes reixes metàl·liques baixaven i el deixaven atrapat per una espècie de sac de pedra. Llavors, des de la part alta del baluard es disparava sobre els invasors.
Entre les principals torres quadrangulars amb entrada al Kremlin i les torres rodones dels angles es van bastir tota la resta de torres. Eren tancades, sense pas, i servien per a la defensa. La distància entre les torres estava determinada pel radi de foc de les armes llavors existents i per la configuració del terreny. Les torres tenien merlets i plataformes de foc. Sota els merlets hi havia troneres especials per tal de disparar contra l'enemic que penetrava fins al peu de les torres. Aquestes troneres que sobresortien s'han conservat fins a l'actualitat en gairebé totes les torres del Kremlin.
A les torres hi havia diverses galeries o pisos i passatges per anar d'un costat a l'altre de la muralla; els passadissos a través de les torres també existeixen encara.
A l'antiguitat, en diverses torres (com, per exemple, les torres del Sometent o del Tsar) hi havia campanes que tocaven a sometent quan el Kremlin es veia amenaçat. A les talaies de les torres principals (la del Salvador i la de la Trinitat) van instal·lar-s'hi rellotges.
A la part exterior, la muralla del Kremlin està rematada amb merlets de dues puntes, d'entre dos metres i dos metres i mig d'alçada i d'uns 65 a 70 centímetres de gruix. Durant els combats, els tiradors disparaven des de petites troneres obertes als merlets. A la muralla del Kremlin hi ha un total de 1.045 merlets.
A la part inferior de la muralla, darrere dels merlets, s'estén una esplanada d'entre 2 i 4,5 metres d'ample, protegida pel costat del Kremlin per un parapet de maó, sota el qual hi ha grans nínxols acabats en arc.
Antigament existia un sostre de fusta que cobria la muralla per protegir els tiradors del mal temps i que la preservava dels efectes destructors de la pluja i la neu; però va quedar destruït per un incendi al segle xviii i ja no va reconstruir-se.
L'alçada de la muralla fins als merlets és d'entre 5 i 19 metres, segons la configuració del terreny. El seu gruix varia d'entre 3,5 a 6,5 metres. El Kremlin té 20 torres, cinc de les quals amb l'entrada cap al recinte. La longitud total de la muralla, incloent-hi les torres, és de 2.235 metres, i la superfície total del recinte és de 28 hectàrees.

## Les torres del Kremlin
Estan relacionades a partir de les torres Kutàfia i de la Trinitat, on es troba l'accés principal, i seguint el sentit de les agulles del rellotge.

### La Torre Kutàfia

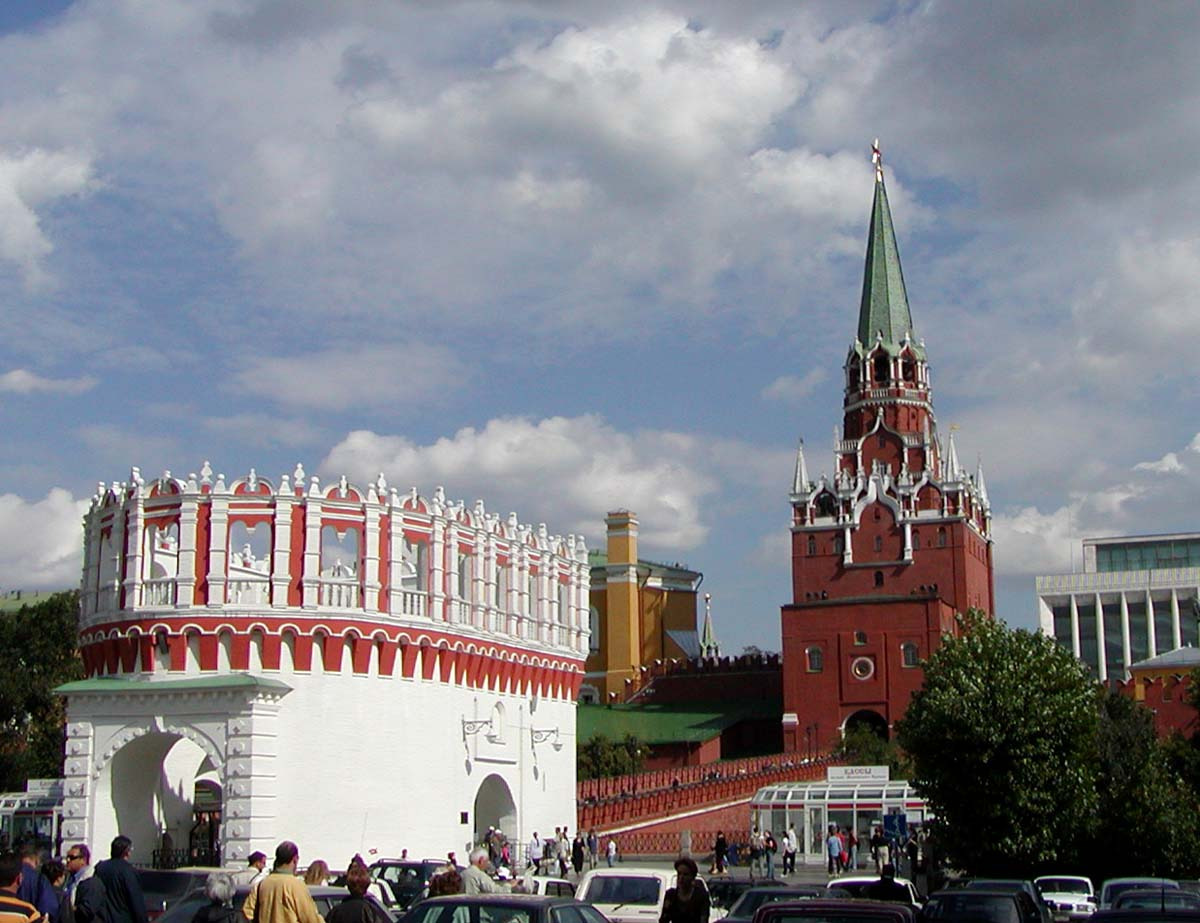
La torre Kutàfia, amb el pont i la torre de la Trinitat al fons

La torre Kutàfia (en rus Кутафья башня, Kutàfia bàixnia) és una barbacana exterior al Kremlin. Va construir-se a inicis del segle xvi com a talaia; es va aixecar davant de la torre de la Trinitat i a la sortida del pont que hi ha al seu davant sobre el riu Neglínnaia, per tal de defensar el pont. En el passat l'envoltava un fossat, sobre el qual baixaven ponts llevadissos. La torre Kutàfia tenia dos nivells de combat (la divisió entre ells va ser destruïda el 1780); el superior estava equipat amb troneres des d'on es podia disparar als enemics que arribessin als peus de la torre. El 1685, per tal d'embellir-la igual que la resta de torres del Kremlin, se li agregà un coronament ornamental de pedra blanca a manera de balconada, d'estil barroc moscovita. El 1867 es construí un passatge fins al carrer Manèjnaia, així com unes obertures en arc als costats i una casa per a la guàrdia al costat sud, que va ser desmantellada durant la restauració realitzada entre 1974 i 1977. La seva alçada és de 13,5 metres.
Probablement el nom li ve de la seva forma massissa i pesant: a l'antiga Rússia s'anomenava kutàfia la dona matussera i malforjada.

### La Torre de la Trinitat (Tróitskaia)

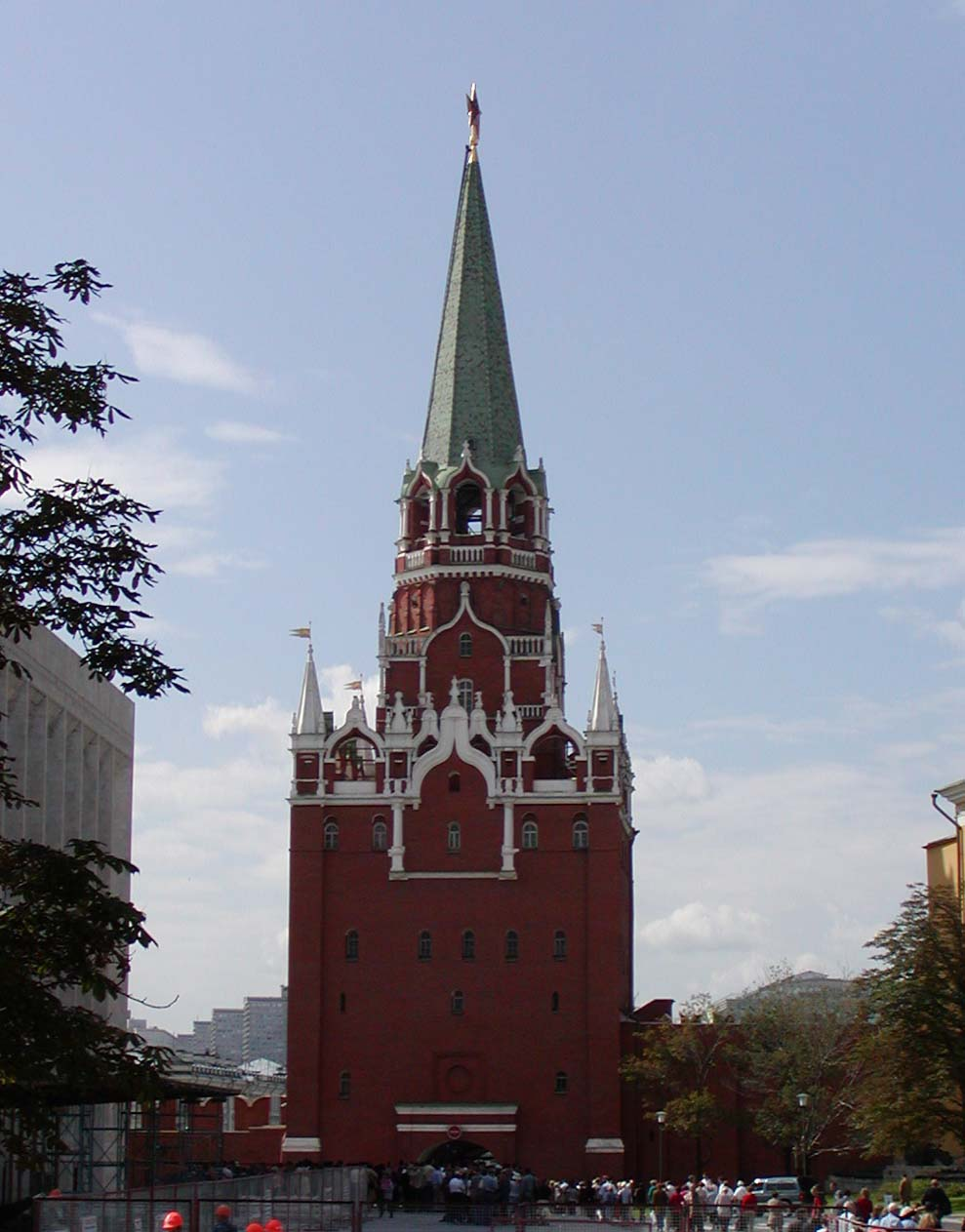
Torre de la Trinitat

La Torre de la Trinitat (en rus Троицкая башня, Tróitskaia bàixnia) va ser construïda el 1495-1499 per l'arquitecte italià Aloisio da Milano (conegut a Rússia com a Aleviz Friazin Milànets). Ha rebut diversos noms durant la història, entre els quals els de Rizopolójenskaia, Znàmenskaia i Karètnaia. El 1658 va rebre el seu nom actual pels edificis del monestir de la Trinitat (Троицкое подворье, Tróitskoie podvórie), enclavats al Kremlin. Antigament, els soterranis servien per a fins militars, però als segles xvi i xvii van fer-se servir com a presó.
La torre de la Trinitat té una barbacana amb entrada al Kremlin, l'anomenada Porta de la Trinitat, actualment l'accés principal per a les visites. S'uneix mitjançant un pont de pedra (el Pont de la Trinitat) a la torre Kutàfia, que servia com a talaia a l'entrada del pont. En el passat, la torre de la Trinitat finalitzava en merlets i estava coberta per una teulada de fusta de quatre vessants acabada en punxa. El 1585, segons els annals, la torre ja tenia un rellotge. El 1707, a causa d'una invasió dels suecs, les troneres de la torre van ampliar-se per encabir-hi canons pesants.
El 1685 se li afegí un cos de diversos pisos amb adorns de pedra blanca, que estava rematat per una alta agulla de maó semblant a la de la torre del Salvador. Actualment, la torre té sis plantes i dos profunds soterranis de diversos pisos.
Mitjançant la porta de la Trinitat es passava a la mansió del Patriarca i als palaus de la tsarina i de les tsarevnes; a través d'ella el clergat sortia en processó per rebre els tsars que tornaven de la guerra per acompanyar-los fins a la porta del Salvador, la principal. El 1812, les tropes de l'exèrcit francès van entrar al Kremlin per la porta de la Trinitat, per on començarien també la retirada.
El 1935 el govern soviètic afegí una estrella de cristall de robí al capdamunt de la torre. La torre fa, per la part dels Jardins d'Alexandre, 76,35 metres fins a l'estrella i 80 metres amb l'estrella inclosa.

### La Torre Taynitskaya
La Torre Taynitskaya (rus: Тайницкая башня; també s'anomenava Водяная башня (Vodyanaya bashnya), o la Torre de l'Aigua) torre central al costat sud del Kremlin de Moscou. Va ser construït el 1485 per Antonio Gilardi al lloc de la portas del Kremlin de pedra blanca de Dmitry Donskoy. La Torre Taynitskaya tenia un pou secret i un túnel que conduïa al riu Moscou (d'aquí el nom "Taynitskaya", o "secret"). El 1770, la torre va ser desmantellada a causa de la construcció del Palau del Kremlin per Vasili Bazhenov. Va ser reconstruïda a la dècada de 1770. El 1930-1933, els soviètics van tapiar la porta i van omplir el pou. La torre Taynitskaya té 384 metres (1,260 ft) d'alçada.
Coordenades geogràfiques:55° 44′ 58″ N, 37° 37′ 04″ E / 55.749374°N,37.617863°E.

### La Torre Mitjana de l'Arsenal (Srèdniaia Arsenàlnaia)

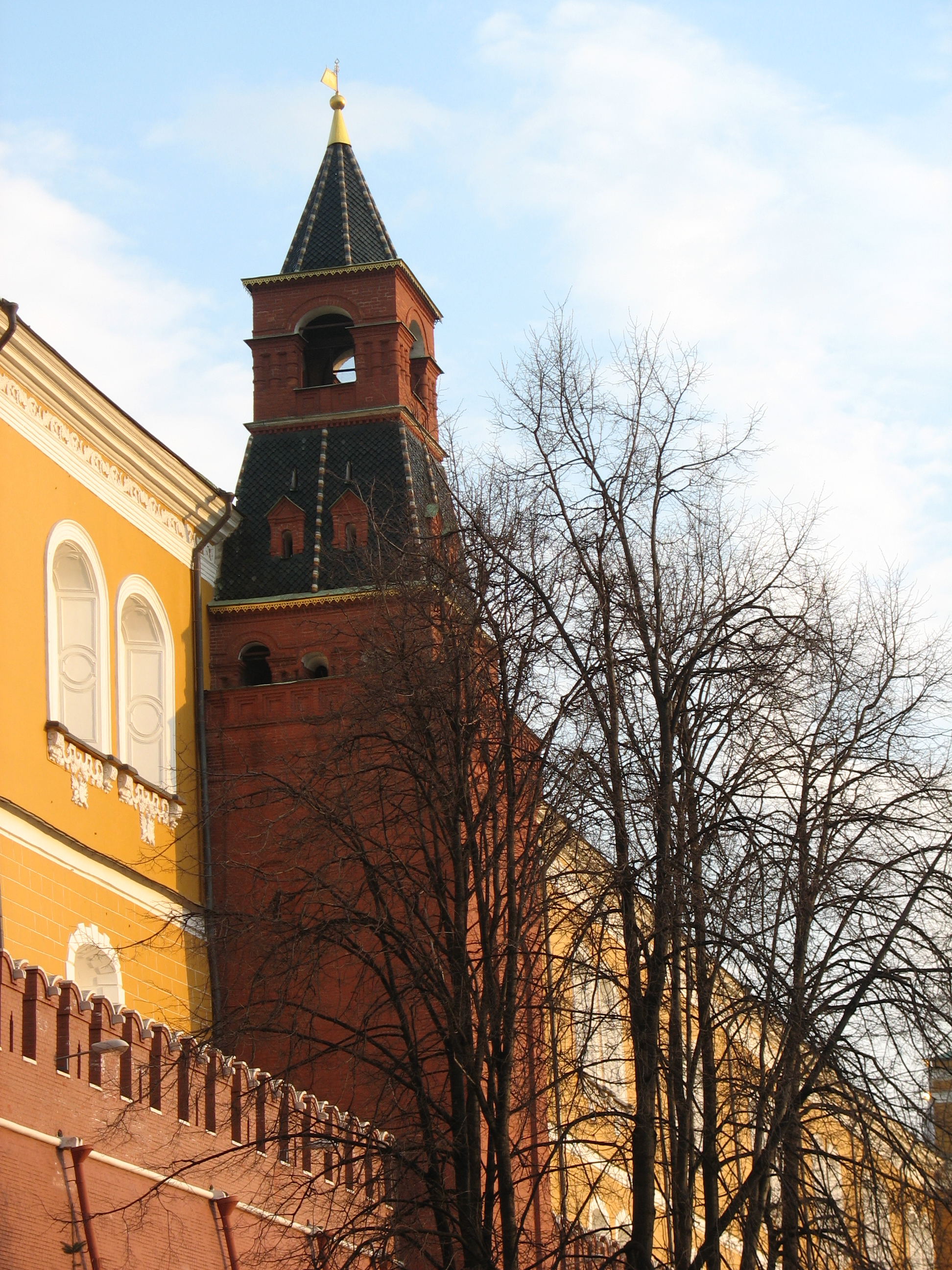
Torre Mitjana de l'Arsenal

La Torre Mitjana de l'Arsenal (en rus Средняя Арсенальная башня, Srèdniaia Arsenàlnaia bàixnia) va erigir-se el 1495. Està situada al costat nord-oest de la muralla del Kremlin, sobre les restes d'una torre cantonera de l'època del regnat de Dmitri Donskoi. El seu nom prové de l'edifici de l'Arsenal. Anteriorment se l'anomenà Graniónaia, per l'aspecte que oferia la seva façana. El 1680 s'hi va afegir un petit coronament en forma de piràmide.
El 1812, quan es van arranjar els Jardins d'Alexandre, es construí al peu de la torre una gruta dissenyada per Ósip Bové, per a l'esbarjo de la gent, encara avui existent. La torre té 38,9 metres.

### La Torre Angular de l'Arsenal (Uglovaia Arsenàlnaia)

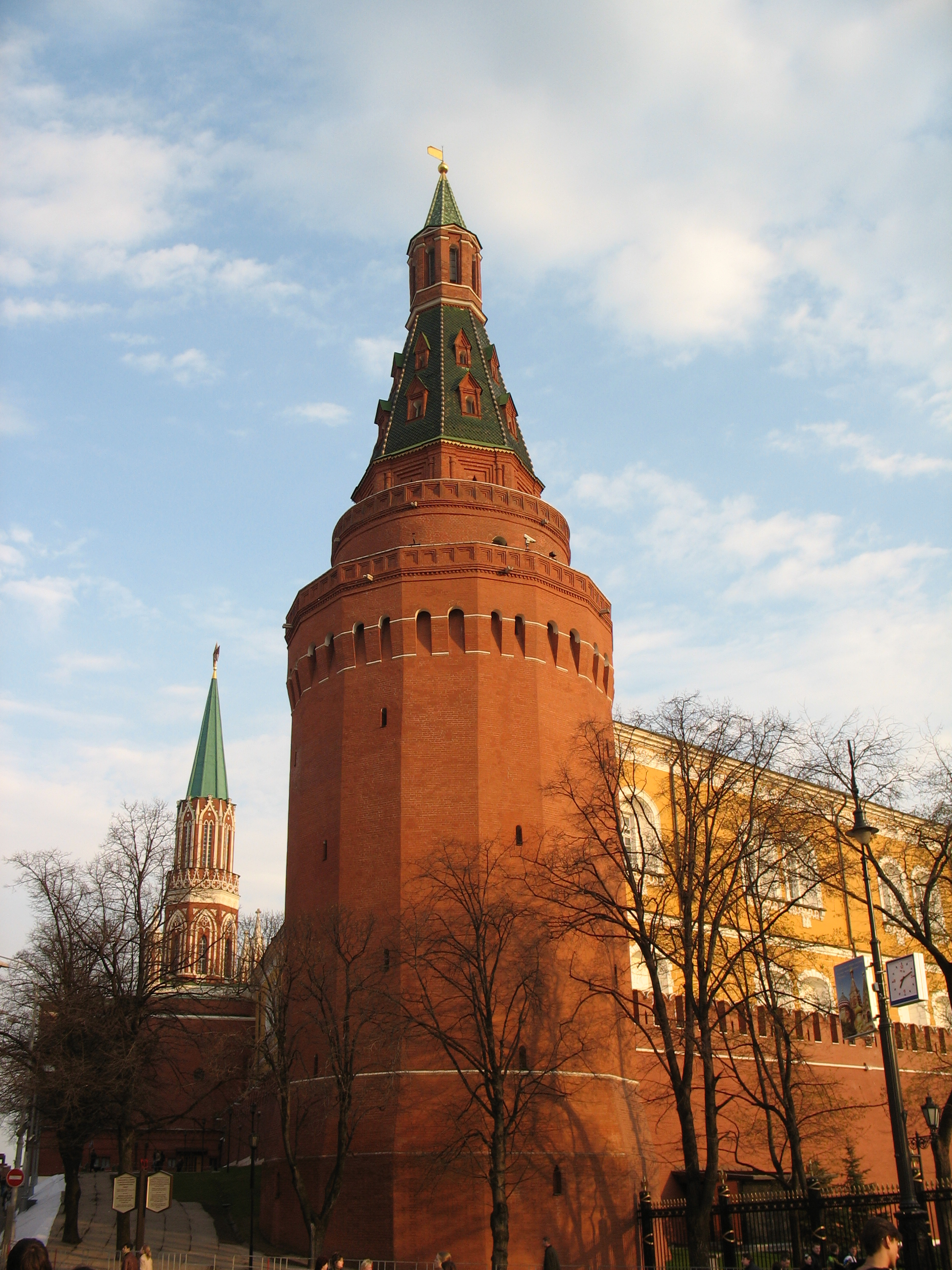
Torre Angular de l'Arsenal

La Torre Angular de l'Arsenal (en rus Угловая Арсенальная башня, Uglovaia Arsenàlnaia bàixnia) és una construcció del 1492 de l'arquitecte venecià Pietro Antonio Solari. Aquesta torre completava la línia de defensa del Kremlin del costat de la plaça Roja. Fins a l'inici del segle xviii s'anomenà la Torre Sobakin, per la proximitat de la casa del boiar Sobakin, i rebé el seu nom definitiu després de la construcció de l'edifici de l'Arsenal del Kremlin. De les torres dels angles de la muralla del Kremlin, n'és la més robusta i de fonaments més profunds. La part inferior, que forma un cos massís de 18 cares, està bastant eixamplada per la base. El mur de la torre fa fins a quatre metres de gruix. Va construir-se així no només amb fins defensius, sinó també per protegir el pou ocult existent a la galeria subterrània de la torre i que s'ha conservat fins a l'actualitat. Està situada davant del Museu Estatal d'Història.
El 1707, el tsar Pere el Gran, que preparava el Kremlin per defensar-lo contra els suecs, ordenà eixamplar les espitlleres de la torre, que convertí en grans finestres on poder posar-hi canons pesants. El 1812 va quedar malmesa per una explosió provocada per les tropes napoleòniques durant la seva retirada i fou restaurada entre 1816 i 1819 per l'arquitecte Ósip Bové. Entre 1946 i 1950 se'n realitzà una restauració general. Fa 60,2 metres d'alçada.

### La Torre de Sant Nicolau (Nikólskaia)

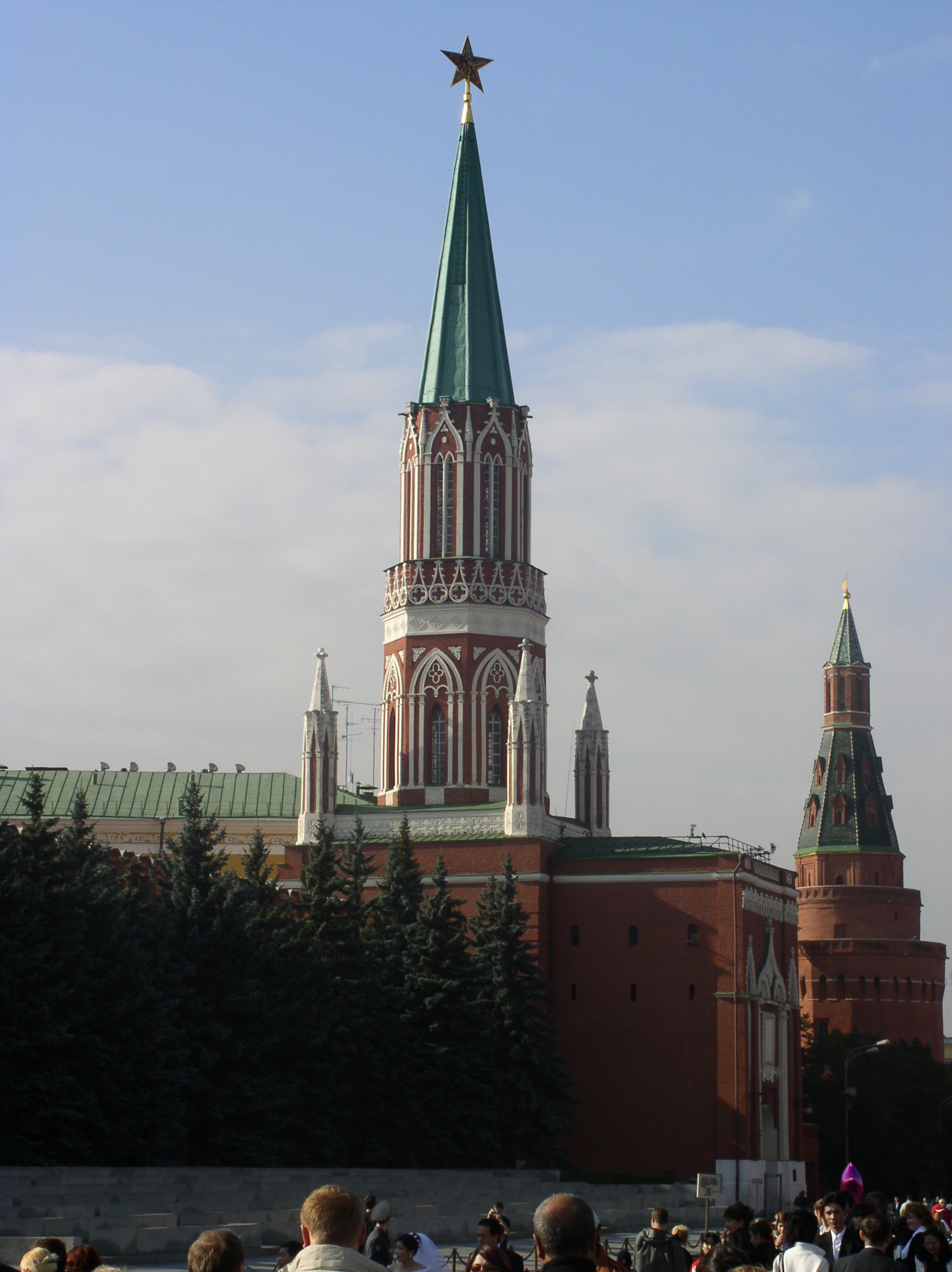
Torre de Sant Nicolau

La Torre de Sant Nicolau (en rus Никольская башня, Nikólskaia bàixnia) va construir-se el 1491 paral·lelament a la torre del Salvador. Va ser construïda per Pietro Antonio Solari. Pren el seu nom de la icona de Sant Nicolau que havia estat posada sobre la porta d'entrada, així com del carrer Nikólskaia, que s'estén des de la torre cap al nord. Antigament, allà es trobava el monestir de Sant Nicolau, que entre els segles xiv i xiv desenvolupà un paper destacat en els afers de l'alta jerarquia eclesiàstica russa. El 1812, la part superior de la torre va ser destruïda per l'exèrcit francès en retirada. Va ser restaurat el 1816 per Ósip Bové. Tornà a resultar danyada a l'octubre de 1917 pel foc d'artilleria i fou restaurada per l'arquitecte Nikolai Markóvnikov. El 1935, el govern soviètic instal·la una estrella roja al capdamunt de la torre.
L'ornamentació arquitectònica de les façanes és d'estil gòtic, amb emmarcament i adorns de pedra blanca. Les quatre torretes que flanquegen la planta quadrada inferior constitueixen la peculiaritat que distingeix la torre de Sant Nicolau de la resta de torres del Kremlin. Fa 67,1 metres d'alçada fins a l'estrella, i 70,4 metres incloent l'estrella.

### La Torre del Senat (Senàtskaia)

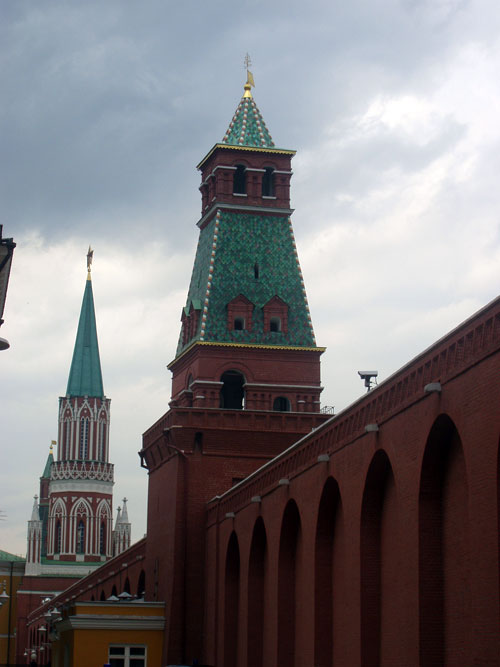
La Torre del Senat, amb la Torre de Sant Nicolau al fons

La torre del Senat (en rus Сенатская башня, Senàtskaia bàixnia) està situada al centre de la part nord-oest de la muralla del Kremlin, entre les torres del Salvador i de Sant Nicolau, i és una de les més antigues del Kremlin. Va ser construïda el 1491 per l'arquitecte Pietro Antonio Solari a fi de defensar el Kremlin pel costat de la plaça Roja. S'ha conservat sense alteracions des de 1680, quan s'aixecà la teulada punxeguda que la corona amb un penell daurat. A la part central de torre hi ha 3 nivells de cambres amb volta.
Rep el seu nom per l'edifici del Senat, situat al darrere (la cúpula del Senat pot veure's des de la plaça Roja), construït per l'arquitecte Matvei Kazakov entre 1771 i 1788. Fins llavors, la torre no es coneixia amb cap nom específic. Al seu davant, al peu de la muralla del Kremlin, es troba el Mausoleu de Lenin, erigit el 1930 segons el projecte de l'arquitecte Aleksei Sxússev. Darrere del mausoleu, vora la torre del Senat, hi ha la necròpolis de la Muralla del Kremlin, on es troben enterrats diversos dirigents i personalitats de la Unió Soviètica.
La seva alçada és de 34,3 metres.

### La Torre del Salvador (Spàsskaia)

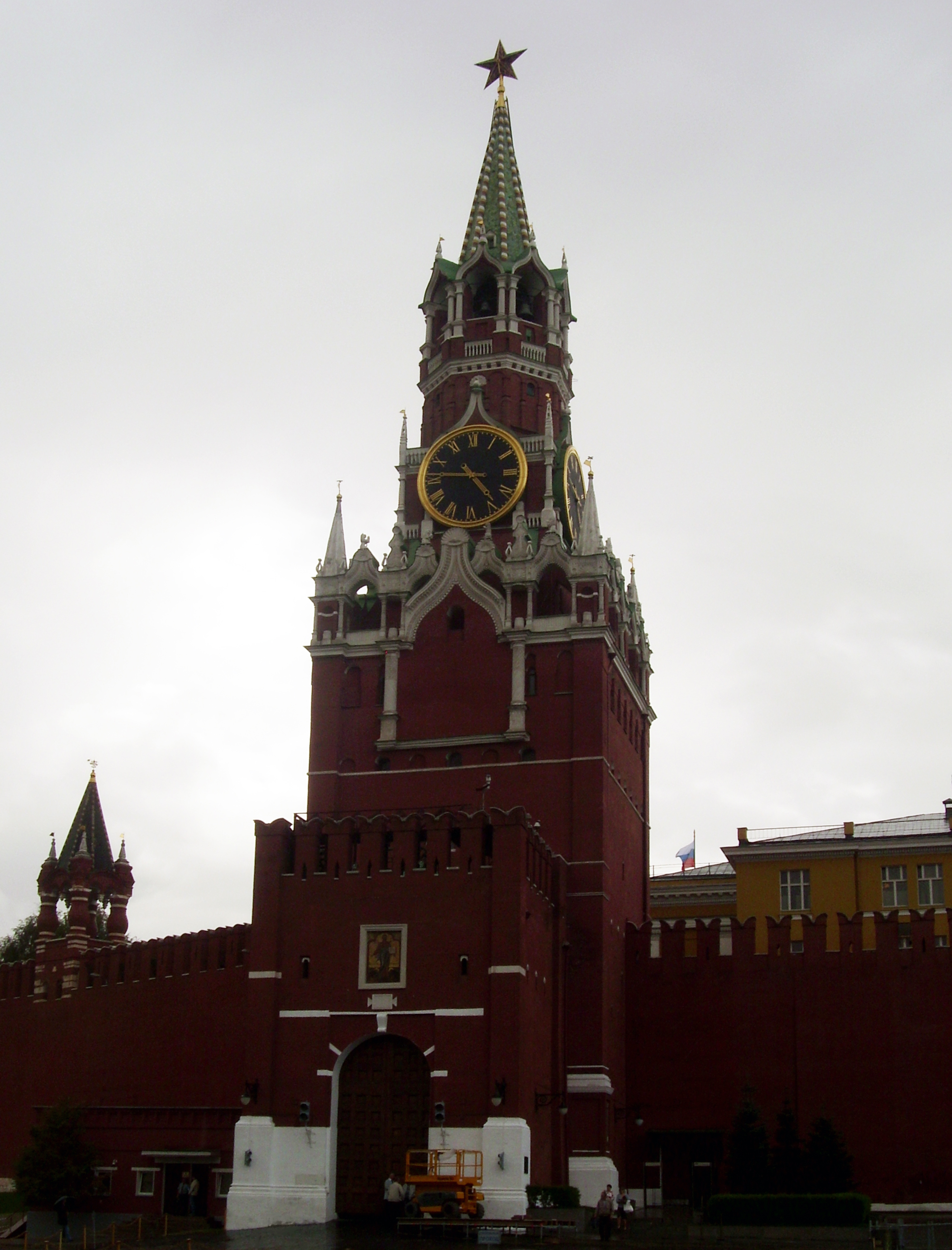
Torre del Salvador

La Torre del Salvador (en rus Спасская башня, Spàsskaia bàixnia) és la torre principal del Kremlin, amb un pas per la muralla oriental del Kremlin, i dona a la plaça Roja. És la més bella i esvelta del Kremlin de Moscou i serveix de porta principal.
Va ser construïda el 1491 sota la direcció de l'arquitecte venecià Pietro Antonio Solari. Amb la torre del Salvador s'inicià la construcció de noves fortificacions a la part oriental del Kremlin. Inicialment s'anomenava la Torre Frolóvskaia, en honor de l'església dels Sants Flor i Laure (Flor i Lavr), actualment inexistent. El nom actual de la torre prové de la icona de l'Spas Nerukotvorni (la Santa Faç d'Edessa), que va situar-se sobre la reixa de la muralla interior el 1658 (eliminada el 1917), i de la icona pintada a la paret de l'Spas Smolenski (el Salvador de Smolensk), creat al segle xvi sobre el mur exterior, cobert amb guix el 1937 i descobert de nou i netejat el 2010.
La torre del Salvador va ser la primera a ser coberta amb una cuculla, o teulada punxeguda, de quatre vessants, realitzada el 1624-25 pels arquitectes Bajèn Ogurtsov i Christopher Galloway (arquitecte i rellotger escocès), on es posà un rellotge. El rellotge actual amb carilló va instal·lar-s'hi el 1851-52. Ocupa tres pisos i consta de tres orgues metàl·lics separats. El mecanisme es compon de 10 campanes per fer sonar els quarts i una que toca les hores. Cada campana dels quarts pesa 320 quilograms, i la de les hores, 2.160 kg. Van fondre's als segles xvii-xviii. Fins al 1937 s'hi donava corda a mà. Més tard, després d'una reparació general del rellotge, se'n començà a moure la maquinària per mitjà de tres motors elèctrics. Tot el mecanisme del rellotge pesa unes 25 tones. Normalment és conegut com el Rellotge del Kremlin (Кремлёвские куранты, Kremlióvskie kuranti).
El cos quadrangular inferior de la torre estava coronat en tot el seu contorn per arcs emmarcats i ornats de blanc, torretes i petites piràmides amb figures d'animals fabulosos. Des de l'antiguitat, la porta de la torre era considerada la porta principal, la «porta santa» del Kremlin; per allà hi passaven les processons religioses i entraven els tsars, emperadors i ambaixadors al Kremlin. Estava prohibit travessar-la a cavall amb el cap cobert, i els mateixos tsars havien de descobrir-se en passar-hi.
A la part superior de les portes de la torre hi apareix la següent inscripció: IOANNES VASILII DEI GRATIA MAGNUS // DUX VOLODIMERIAE, MOSCOVIAE, NOV//OGARDIAE, TFERIAE, PLESCOVIAE, VETICIAE, ONGARIAE, // PERMIAE, BUOLGARIAE ET // ALIAS TOTIUSQ[UE] RAXIE D[OMI]NUS, // A[N]NO 30 IMPERII SUI HAS TURRES CO[N]DERE // F[ECIT] ET STATUIT PETRUS ANTONIUS SOLARIUS // MEDIOLANENSIS A[N]NO N[ATIVIT]A[TIS] D[OM]INI 1491 K[ALENDIS] M[ARTIIS] I[USSIT] P[ONERE].
El 1935, el govern soviètic instal·là una estrella roja en lloc de l'àguila bicèfala russa al capdamunt de la torre del Salvador. La torre fa 67,3 metres fins a l'estrella i 71 metres comptant-hi l'estrella.

### La Torre del Tsar (Tsàrskaia)

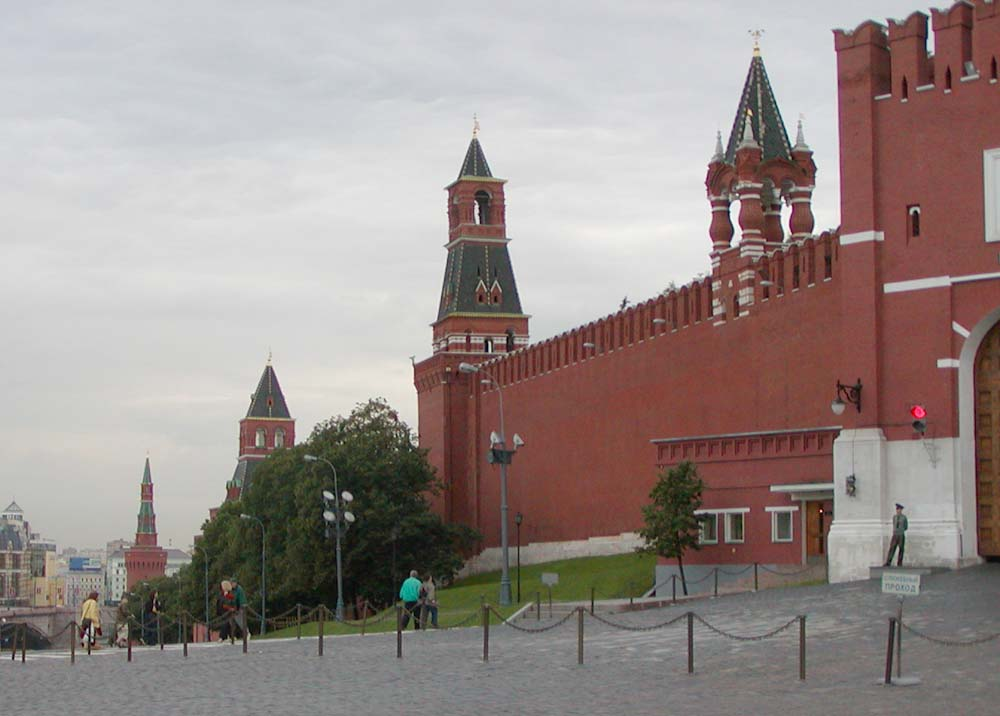
Les torres del Tsar, del Sometent, de Constantí i Elena i de Beklemíxev

La Torre del Tsar (en rus Царская башня, Tsàrskaia bàixnia) va ser construïda el 1680. És una cuculla de pedra sostinguda per quatre pilars que s'alça sobre la muralla del Kremlin. Els detalls de pedra blanca, els frontons en punxa, les petites piràmides rodones als angles i la punta vuitavada amb un penell daurat donen a aquesta torre l'aspecte d'un tèrem (casa tradicional russa) típic dels contes populars.
Antigament hi havia una torre de fusta des d'on, segons la llegenda, Ivan el Terrible presenciava les cerimònies que se celebraven a la plaça Roja. D'aquí se li atribueix el nom a la torre.
L'alçada de la torre des de l'esplanada de la muralla és de 14,45 metres.

### La Torre del Sometent (Nabàtnaia)
La Torre del Sometent (en rus Набатная башня, Nabàtnaia bàixnia) està situada a la part sud-est de la muralla del Kremlin, davant de la catedral de Sant Basili, i fou construïda el 1495. Les teules verdes de la teulada punxeguda, els detalls de pedra blanca i els murs de totxana vermella li donen un aspecte pintoresc.
El nom d'aquesta torre prové de la campana de sometent que hi havia penjada. La campana estava destinada a alertar la població moscovita de qualsevol perill; la va fabricar, el 1680, el campaner Fiódor Dmítriev i pesava 2,45 tones. Aquesta campana es va trencar i la nova va ser instal·lada per Ivan Motorin el 30 de juliol de 1714.
Durant la gran insurrecció de Moscou del 1771 arran de la pesta bubònica (Чумной бунт, Txumnoi bunt, 'l'Avalot de la Pesta'), els ciutadans revoltats van tocar a sometent per congregar els moscovites al Kremlin. Un cop esclafat l'avalot, la tsarina Caterina la Gran, enfurismada per no poder esbrinar qui havia fet sonar la campana, ordenà que se li retirés el batall, i durant més de 30 anys la campana va estar sense. Durant la reparació del 1803 es va retirar la campana i el 1821 va lliurar-se a l'Armeria del Kremlin, on és actualment, al vestíbul.
Fa 38 metres d'alçada.

### La Torre de Constantí i Elena (Konstantino−Ielèninskaia)
La Torre del Constantí i Elena (en rus Константино-Еленинская башня, Konstantino−Ielèninskaia bàixnia) és la primera torre que es troba a la part oriental del Kremlin, sobre l'anomenada Baixada de Sant Basili (Васильевский спуск, Vasílievski spusk), que comença a la plaça Roja i acaba al riu Moskvà. Té 36,8 metres d'alçada. A l'època de Dmitri Donskoi aquí s'alçava una torre de pedra blanca amb una porta per la qual, el 1380, el príncep sortí amb la seva guàrdia per participar en la batalla de Kulikovo, decisiva contra les hosts tàrtares i els mongols de l'Horda d'Or.
L'actual torre de Constantí i Elena va ser construïda el 1490 per Pietro Antonio Solari sobre les portes de la muralla de pedra blanca del Kremlin. S'anomena així a causa de la veïna església de Constantí i Elena del Kremlin, construïda durant la segona meitat del segle xvii, demolida pel govern soviètic el 1928. En un inici, la torre tenia una barbacana i un pont llevadís sobre el fossat, i les portes d'accés al Kremlin eren protegides contínuament per una guàrdia. Al segle xvii aquest pas es tancà i la barbacana es convertí en la cambra de tortures. El 1680 es coronà la torre amb una cuculla. A finals del segle xviii es demoliren la barbacana i el pont; i posteriorment també es clausuraren les portes. El 1950 es restaurà la torre.

### Torre de Beklemíxev
La Torre de Beklemíxev de 46,2 metres d'alçada (en rus Беклемишевская башня, Beklemíxevskaia bàixnia), també coneguda com la torre Moskovorètskaia (Москворецкая башня), és una torre cantonera situada al costat sud-est del Kremlin de Moscou i sobre el riu Moskvà. Va ser construïda entre 1487 i 1488 per l'arquitecte venecià Marco Ruffo (conegut com a Mark Friazin a Rússia). El seu nom prové del boiar Ivan Bersen-Beklemíxev, la casa del qual era adjacent a la torre pel costat del Kremlin. La torre de Beklemíxev va construir-se per protegir el gual i la travessa sobre el riu Moskvà. També hi havia l'anomenada «volta de les escoltes» sota la torre, que s'usava per evitar que l'enemic pogués fer túnels cap al Kremlin. Durant la Revolució d'Octubre de 1917, la part superior de la torre va quedar malmesa per un obús. Els danys els va restaurar un any després l'arquitecte I. V. Rilski.

### La Torre de Pere (Petróvskaia)

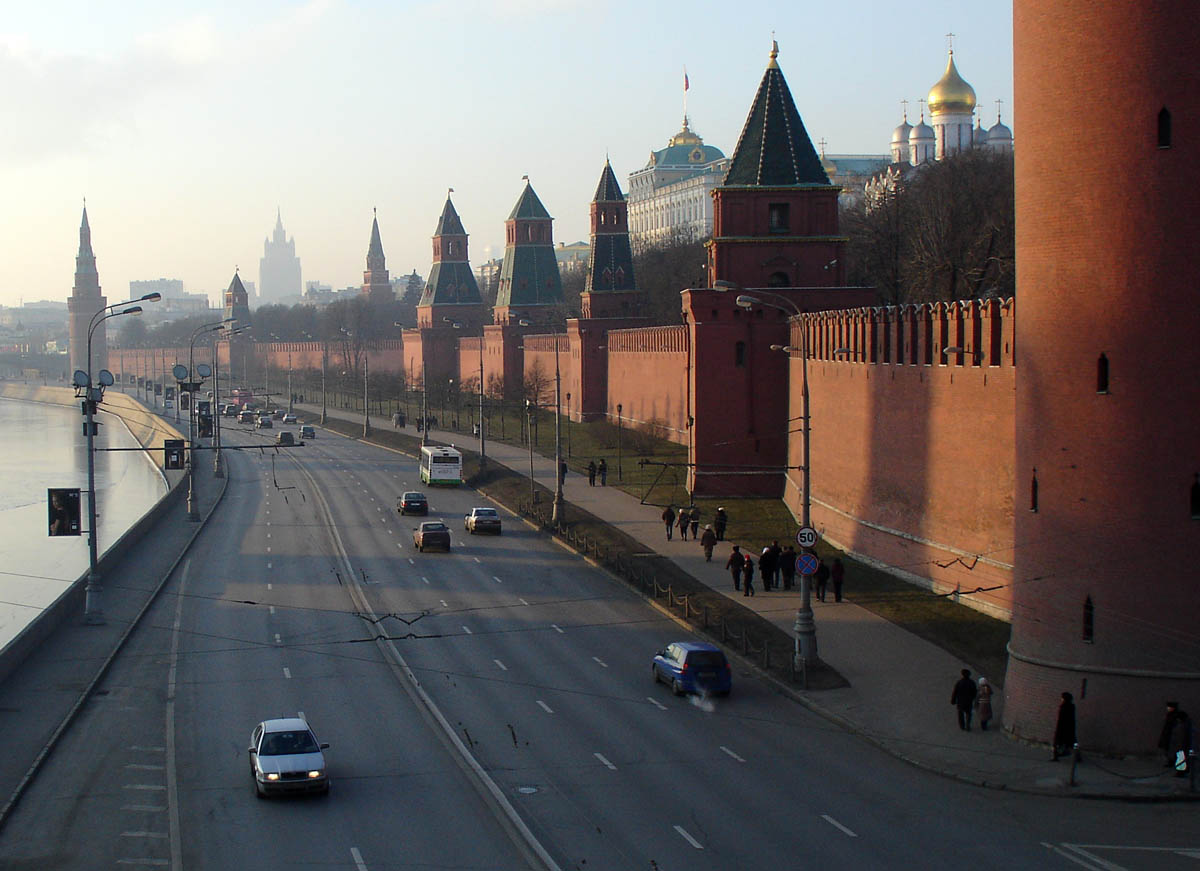
El moll del Kremlin, amb les torres de Beklemíxev, de Pere, la 2a Anònima, la 1a Anònima, del Secret, de l'Anunciació i de l'Aigua

La Torre de Pere (en rus Петровская башня, Petróvskaia bàixnia) s'anomena així per l'església del Metropolità Pere, sufragània del monestir d'Ugreixi, situada prop de la torre dins el Kremlin. La torre Petróvskaia va ser destruïda pel foc artiller durant la invasió polonesa de 1612 i fou restaurada posteriorment. El 1771, va ser enderrocada per construir el Palau del Kremlin, però va ser reconstruïda el 1783. El 1812, la torre va tornar a ser destruïda per les tropes napoleòniques durant la seva retirada. El 1818 va ser reconstruïda per l'arquitecte Ósip Bové. Té 27,15 metres d'alçada.
Els jardiners del Kremlin van utilitzar la torre de Pere com a edifici de serveis.

### Segona Torre Anònima (Vtoraia Bezimiànnaia)
La Segona Torre Anònima, o Sense Nom (en rus Вторая Безымянная башня, Vtoraia Bezimiànnaia bàixnia), va ser construïda a mitjan segle xv. Tenia unes funcions purament defensives. El 1680 s'afegiren una estructura quadrangular i un alt sostre piramidal amb una torre de guaita a la part superior de la torre. Està coronada per una cúpula de punta vuitavada coronada per un penell.

### Primera Torre Anònima (Pèrvaia Bezimiànnaia)
La Primera Torre Anònima, o Sense Nom (en rus Первая Безымянная башня, Pèrvaia Bezimiànnaia bàixnia), va ser construïda al costat de la torre del Secret durant la dècada de 1480 i complia funcions estrictament defensives. El 1547 va quedar destruïda per un incendi després que explotés la pólvora que hi havia allà emmagatzemada, i fou reconstruïda durant el segle xvii. El 1770, la torre va ser apartada per netejar l'espai pel Palau del Kremlin. Després que acabés la construcció del palau, el 1783 la torre es reconstruí, més a prop encara de la torre del Secret. El 1812, va ser destruïda per les tropes napoleòniques durant la seva retirada, però aviat va ser reconstruïda en la seva forma original per l'arquitecte Ósip Bové. Té 34,15 metres d'alçada.

### La Torre del Secret (Tainítskaia)
La Torre del Secret (en rus Тайницкая башня, Tainítskaia bàixnia), també anomenada Torre de l'Aigua (Водяная башня, Vódniaia bàixnia), és una torre mitjana situada a la banda sud del Kremlin de Moscou. Va ser construïda el 1485 per Antonio Gislardi al punt on hi havia la porta d'entrada a la muralla de pedra blanca del Kremlin de Dmitri Donskoi. La torre Tainítskaia tenia un pou secret i un túnel subterrani que portava fins al riu Moskvà (d'ací el seu nom, derivat de тайна, taina, és a dir 'secret'). El 1770, la torre va ser desmantellada per a la construcció del Palau del Kremlin per Vassili Bajénov, i fou reconstruïda poc després. Entre 1930 i 1933, el govern soviètic en tapià la porta i el pou. La torre fa 38,4 metres d'alçada.

### La Torre de l'Anunciació (Blagovèixtxenskaia)

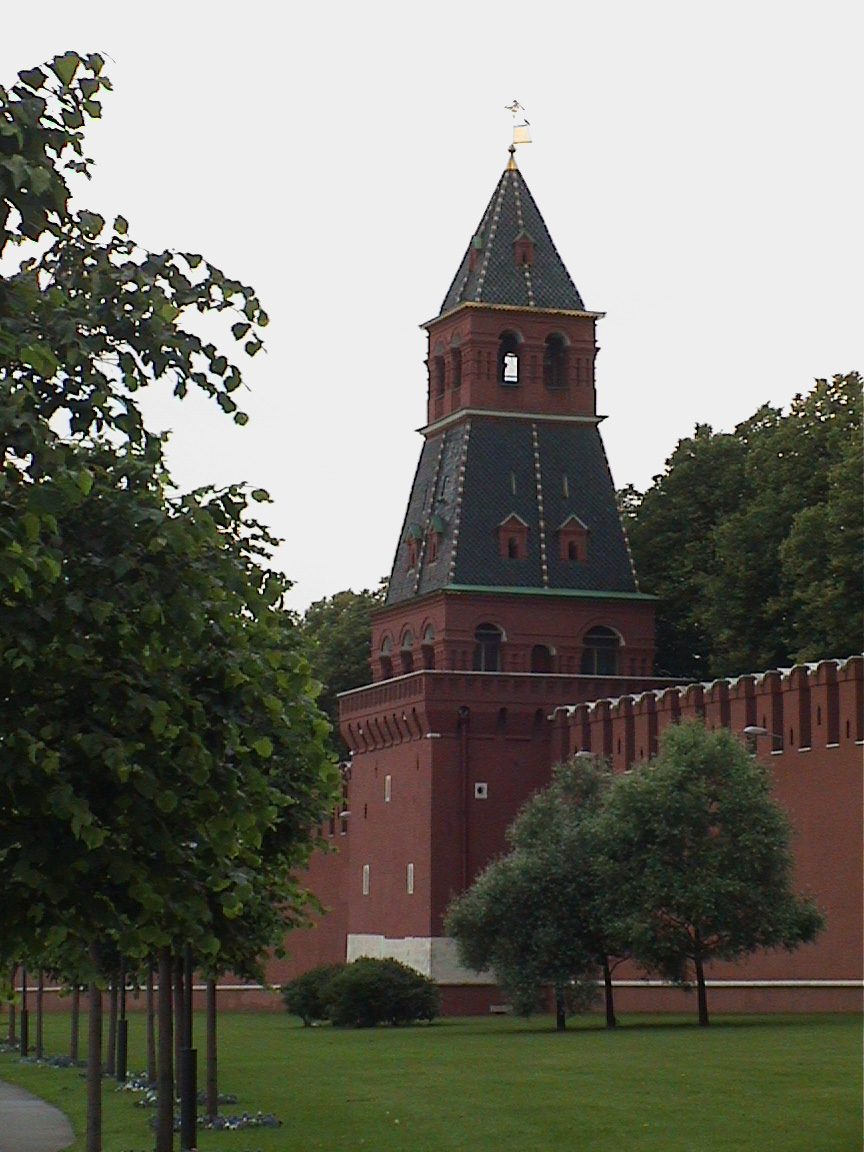
Torre de l'Anunciació

La Torre de l'Anunciació (en rus Благовещенская башня, Blagovèixtxenskaia bàixnia) va erigir-se entre 1487 i 1488. En la seva fundació s'empraren lloses de pedra calcària blanca que havien sobreviscut des de l'època del Kremlin de pedra blanca del segle xiv. Durant el regnat d'Ivan el Terrible la torre s'emprà com a presó.
El nom de la torre prové de la Icona de l'Anunciació, que va dipositar-se allà, i també està associat amb l'església de l'Anunciació afegida a la torre a l'inici del segle xviii i demolida el 1932. Durant el segle xvii, es construí la porta de Portomóinie prop del palau imperial, per tal que les bugaderes del palau poguessin anar a les basses de Portomoini, al riu, per rentar la roba. Aquesta porta van ser tapiada el 1813.
L'alçada de la torre és de 30,7 metres (32,45 amb el penell que el 1932 substituí la creu original).

### La Torre de l'Aigua (Vodovzvódnaia)

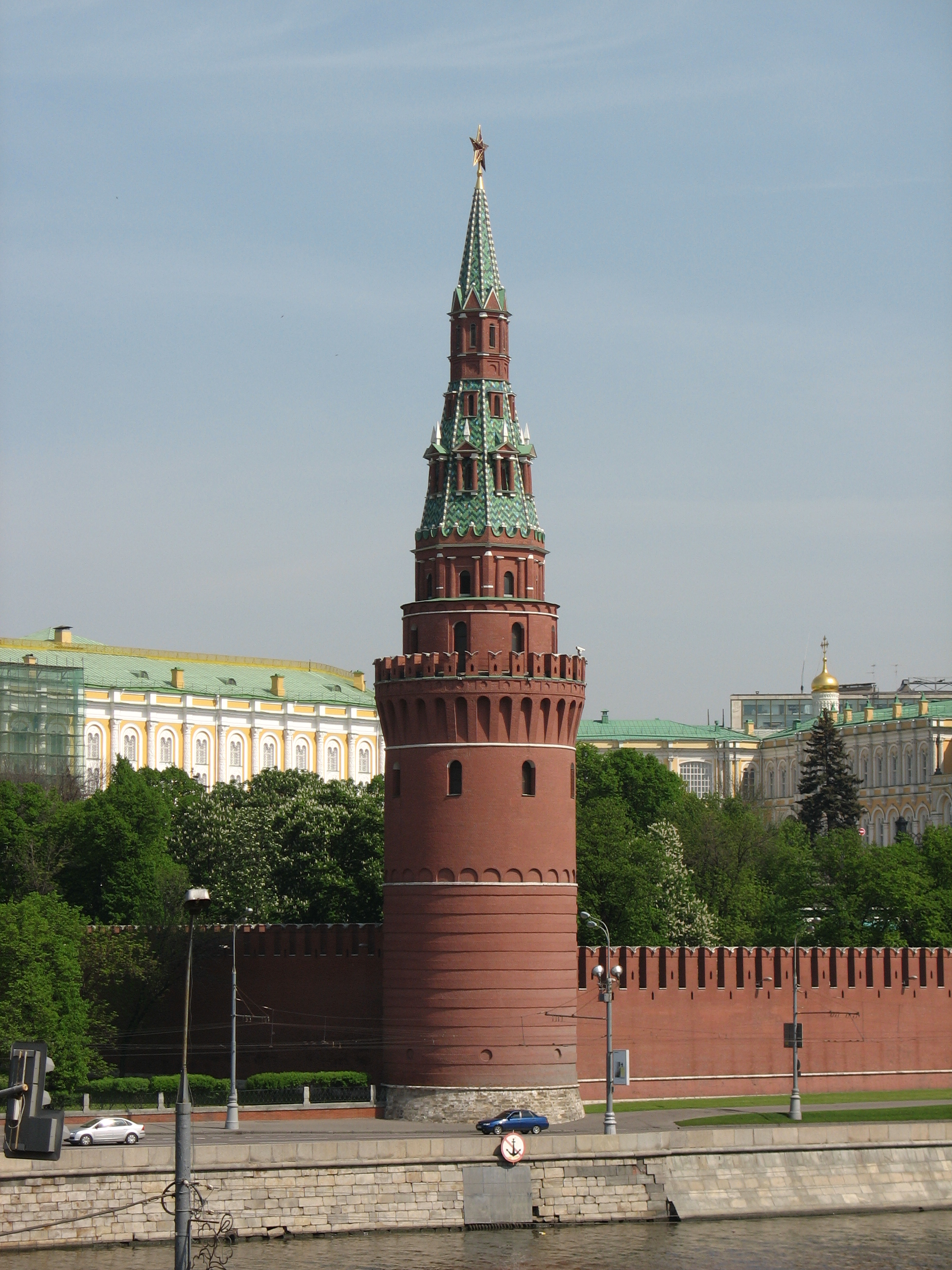
Torre de l'Aigua

Al sud de la Torre de la Pineda, a l'angle de la part sud-oest del Kremlin i a la riba del riu Moskvà, es troba la Torre de l'Aigua (en rus Водовзводная башня,  Vodovzvódnaia bàixnia). És una de les més belles i esveltes del Kremlin.
Va ser construïda per l'arquitecte italià Antonio Gislardi (conegut a Rússia com a Anton Friazin). Al principi s'anomenà Svíblova (Свиблова башня), per la seva proximitat a les cases dels boiars Svíblov. El 1633, quan s'instal·là a la torre una bomba per on pujava mitjançant tubs de plom l'aigua del riu Moskvà als jardins superiors i als palaus dels tsars, es començà a anomenar-la Vodovzvódnaia, que podria traduir-se com 'la que puja l'aigua'. El 1805, la torre va ser desmantellada a causa del seu deteriorament i construïda de nou. La bomba, però, no s'ha conservat, ja que el 1812 fou destruïda per les tropes napoleòniques durant la seva retirada. Poc temps després, entre 1817 i 1819, la torre va ser reconstruïda per l'arquitecte Ósip Bové, qui va saber donar-li les formes arquitectòniques clàssiques d'aquell temps.
La part baixa de la torre és de pedra. A la part superior té columnes clàssiques i finestres a la cúpula vuitavada adornades amb pòrtics i frontons. Aquesta torre es distingeix per les seves grans finestres i les espitlleres decoratives voladisses acabades en merlets.
L'alçada total de la torre, incloent-hi l'estrella de cristall de robí, és de 61,25 metres.

### La Torre de la Pineda (Borovítskaia)

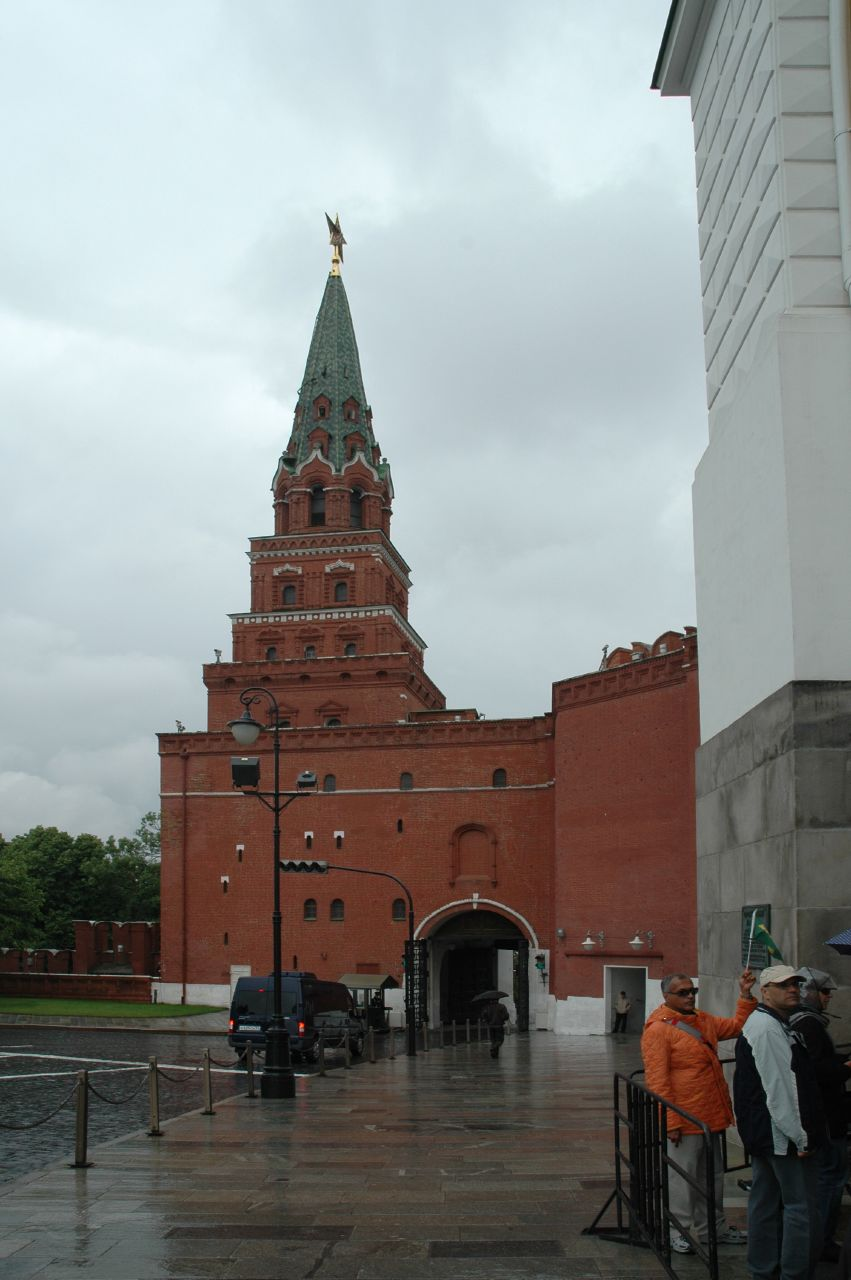
Torre de la Pineda

Als peus del turó de Borovítskaia, on en altre temps va sorgir el Kremlin, s'alça la torre del mateix nom (en rus Боровитская башня, Borovítskaia bàixnia), construïda el 1490 —allà mateix on havia estat construïda una altra torre— per l'arquitecte venecià Pietro Antonio Solari (o Piotr Friazin com era conegut en rus, de friaz o friag, que era com en aquella època s'anomenava els italians), per ordre del tsar Basili III. Era la sortida més antiga del Kremlin i la porta més propera al riu. L'entrada de la torre, a diferència de la del Salvador (que era la principal), servia per als menesters de la hisenda del Kremlin. S'anomenava així per la densa pineda (en rus бор, bor) que antigament cobria tot el turó del Kremlin. El 1658, el tsar Aleix I ordenà que la torre s'anomenés Predtètxenskaia (del rus предтеча, predtetxa, 'el Precursor') per l'església dedicada a Joan el Precursor, posteriorment destruïda durant la construcció de l'Armeria del Kremlin. El nou nom, això no obstant, mai no va esdevenir popular. El 1812 va resultar malmesa de resultes d'una explosió produïda a la torre de l'Aigua, provocada per les tropes napoleòniques durant la seva retirada. Dels detalls pseudogòtics només es conservaren els marcs de les finestres a la façana septentrional del segon cos quadrangular i els ornaments dels cossos tercer i quart. Entre 1817 i 1819, la torre va ser restaurada per l'arquitecte Ósip Bové. El 1935, el govern soviètic instal·là una estrella de cinc puntes de cristall de robí al capdamunt de la torre.
La torre de la Pineda té una original forma esglaonada. Sobre la seva massissa base quadrangular hi descansen tres cossos superposats, també de forma quadrangular, cadascun més petit que l'anterior, i un pinacle vuitavat obert, que remata en una alta cuculla. Aquest acabament punxegut se sobreposà a la torre al final del segle xvii i, durant el segle xviii, en reparar-se la torre, va ser ornamentat amb detalls pseudogòtics de pedra blanca.
L'alçada de la torre fins a l'estrella és de 50,7 metres, i amb l'estrella inclosa, de 54,05 metres.

### La Torre de l'Armeria (Orujèinaia)

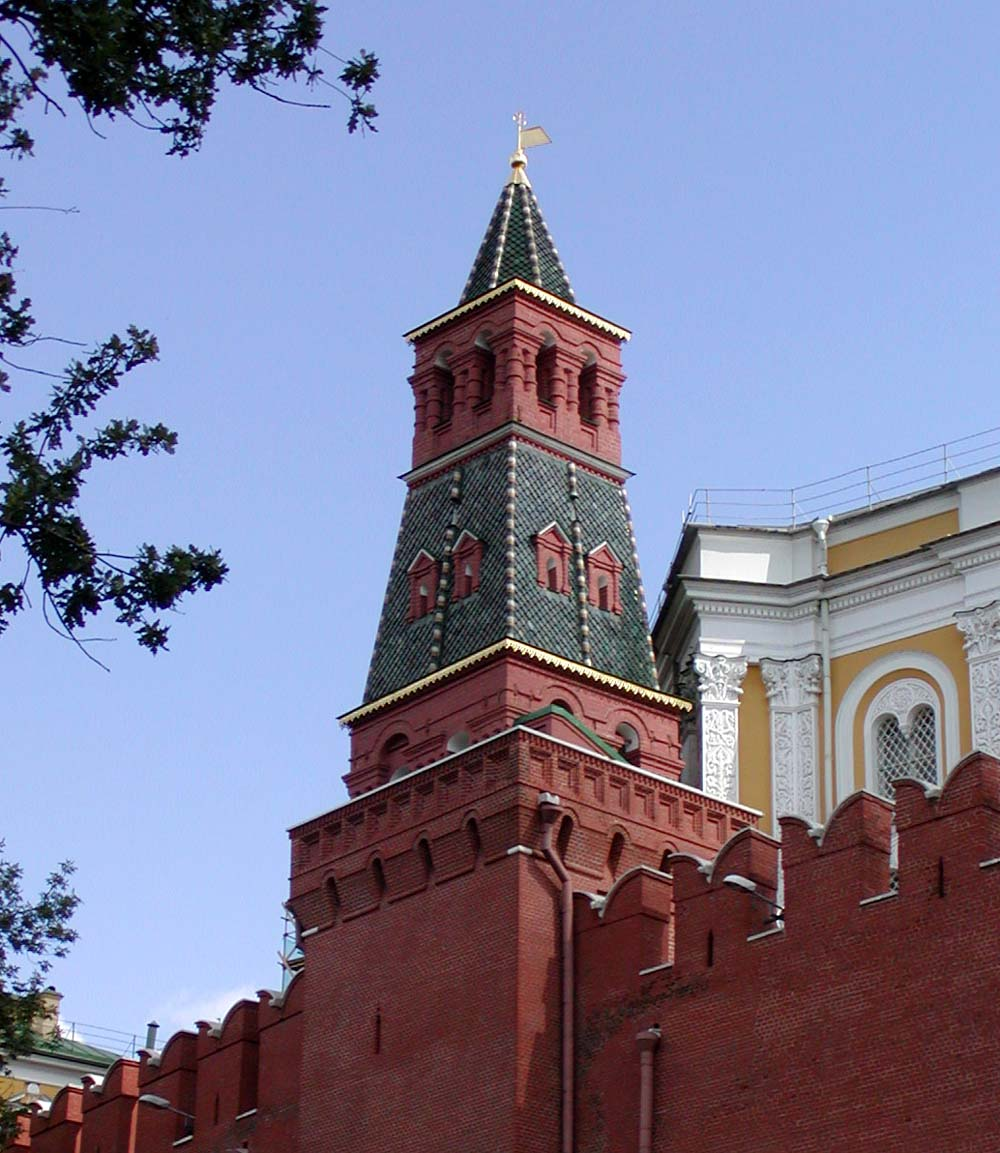
Torre de l'Armeria

La Torre de l'Armeria (en rus Оружейная башня, Orujèinaia bàixnia) va ser construïda el 1495. Rebé el seu nom actual durant el segle xix, després de la construcció de l'Armeria del Kremlin. Abans se l'anomenava Koniúixennaia (Конюшенная), en referència a les cavallerisses reials que hi havia al darrere.

### La Torre del Comandant (Komendàntskaia)
La Torre del Comandant (en rus Комендантская башня, Komendàntskaia bàixnia) va ser completada el 1495. Solia anomenar-se-la Kolimàjnaia (Колымажная) pel pati d'entrenament de genets i conductors de carros que hi havia al peu. Va rebre el nom actual al segle xix, quan el comandant de Moscou va passar a residir al Palau Poteixni del Kremlin. Igual que la resta de torres del Kremlin, va ser suplementada amb un sostre i una torre de guaita entre 1676 i 1866. L'alçada de la torre pel costat dels Jardins d'Alexandre és de 41,25 metres.